# Манго індійське
{{#ifeq:0|0|{{#if:|{{#if:Mangiferaindica|[[]}}|}}}}
Манго індійське (Mangifera indica) — рослина родини анакардієвих (Anacardiaceae) роду манго (Mangifera). Тропічний фрукт із солодким смаком і нитчастою структурою. Колір шкірки — в червоних, жовтих і зелених тонах, колір м'якоті — жовтий. Плоди рослини називаються «манго» і належать до числа найпопулярніших у тропічних країнах фруктів (докладніше див. Манго (фрукт)).
Є одним з національних символів в Індії та Пакистані.

## Поширення
Раніше ця рослина росла на території між індійським штатом Ассам і державою М'янма у вологих тропічних лісах, але нині вирощується в багатьох інших країнах: у США, Мексиці, в країнах Південної та Центральної Америки, на Карибських островах, у тропічному поясі Африки (наприклад, у Кенії і в Кот-д'Івуар), у багатьох азійських країнах (Таїланд, Філіппіни), а також в Австралії.
Індія збирає близько 9,5 мільйонів тонн плодів манго і є головним виробником. У Європі манго культивують насамперед в Іспанії і на Канарських островах.

## Опис
Вічнозелене мангове дерево сягає 10-45 м заввишки; крона дерева досягає 10 м в обхваті. Нове листя зростає жовтувато-рожевого кольору, проте швидко стає темно-зеленим. Невеликі (кольори від білого до рожевого) квітки після їх розкриття мають аромат, схожий з ароматом лілій. Після в'янення квіток до дозрівання плодів манго зазвичай проходить 3-6 місяців.
Зрілі фрукти висять на довгих стеблах і важать до 2-х кг. Шкірка манго тонка, гладка, зеленого, жовтого або червоного кольору залежно від ступеня зрілості (часто трапляється комбінація всіх трьох кольорів). М'якоть манго може бути м'якою або волокнистою, також залежно від зрілості плоду вона оточує велику тверду пласку кісточку.
Плоди манго часто використовують у народній медицині в Індії та інших азійських країнах. Наприклад, в Індії манго застосовують для зупинки кровотеч, для зміцнення серцевого м'яза і для поліпшення роботи мозку.

### Плоди

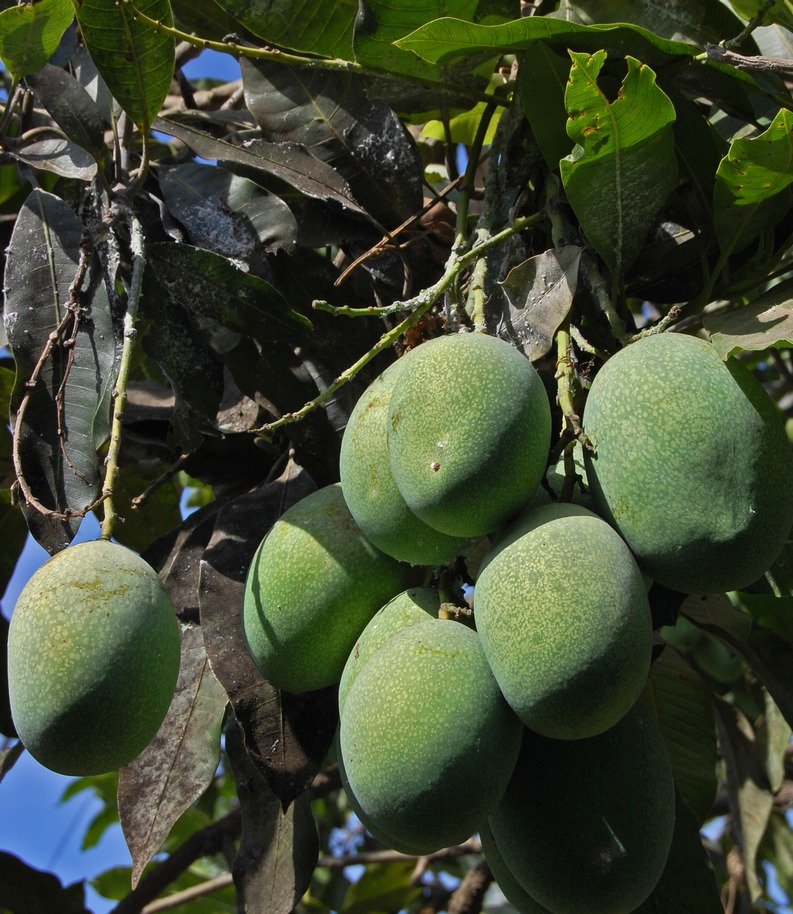
Незрілі плоди манго

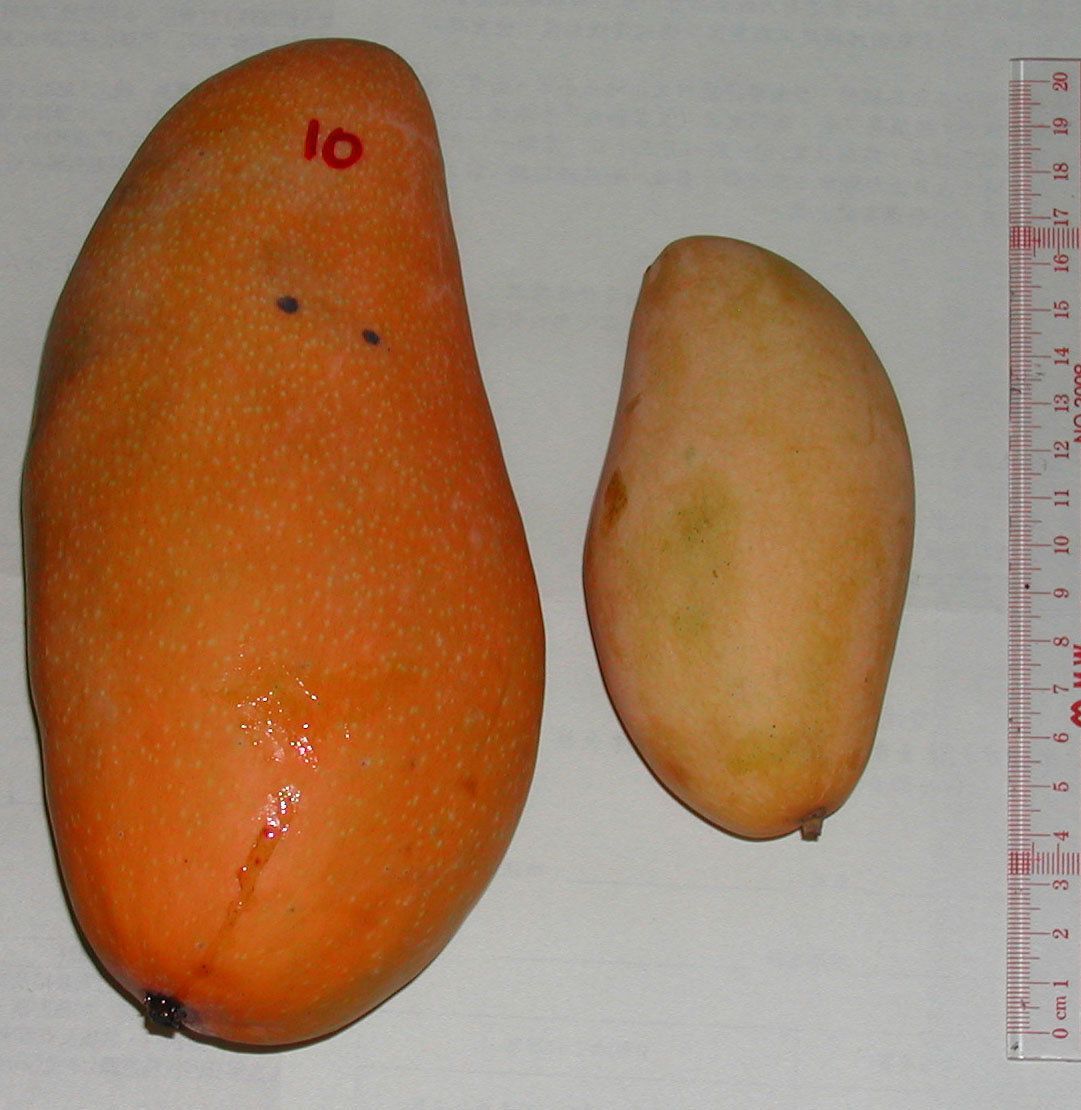
Середня довжина манго від 12 до 20 см

Зелені плоди містять у великих кількостях крохмаль, який у міру дозрівання перетворюється на вуглеводи: сахарозу, глюкозу і мальтозу. Крім того, незрілий манго — цінне джерело пектину, проте після утворення в плоді твердої кісточки його кількість істотно зменшується. Завдяки вмісту лимонної, щавлевої, яблучної і бурштинової кислот незрілий плід дуже кислий на смак. Також зелений манго багатий на вітамін C (у 15 міліграмах міститься стільки ж вітаміну С, скільки в 30 міліграмах лайму), є в нім і інші вітаміни: А, В1, В2, ніацин.
Манго нормалізують роботу кишки, два зелені манго на день убережуть від діареї, закрепу, геморою, а також запобіжать застою жовчі та знезаразять печінку.
При вживанні зелених плодів (1-2 в день) поліпшується еластичність судин, завдяки високому вмісту заліза в плодах манго корисний при анемії. А високий вміст вітаміну С робить його відмінним засобом від авітамінозу.
Зрілий фрукт на смак дуже солодкий та має приємний солодкуватий аромат. У ньому багато вітамінів і цукрів, але мало кислот.
Вітамін А, який міститься в зрілому фрукті у великих кількостях, добре впливає на органи зору: допомагає при «курячій сліпоті», сухості рогівки і інших очних захворюваннях. Крім того, регулярне споживання стиглих плодів сприяє поліпшенню імунітету та оберігає від інфекцій застудного характеру, таких як ГРВІ, риніт тощо.
Зрілі плоди також використовують для схуднення, оскільки містять багато вітамінів і вуглеводів, у вигляді так званої манго-молочної дієти.
При вживанні більше ніж двох незрілих плодів на день можлива поява кольок, подразнення слизової оболонки шлунково-кишкового тракту й горла. Переїдання стиглими фруктами може призвести до розладу травлення, закрепів, алергічних реакцій.

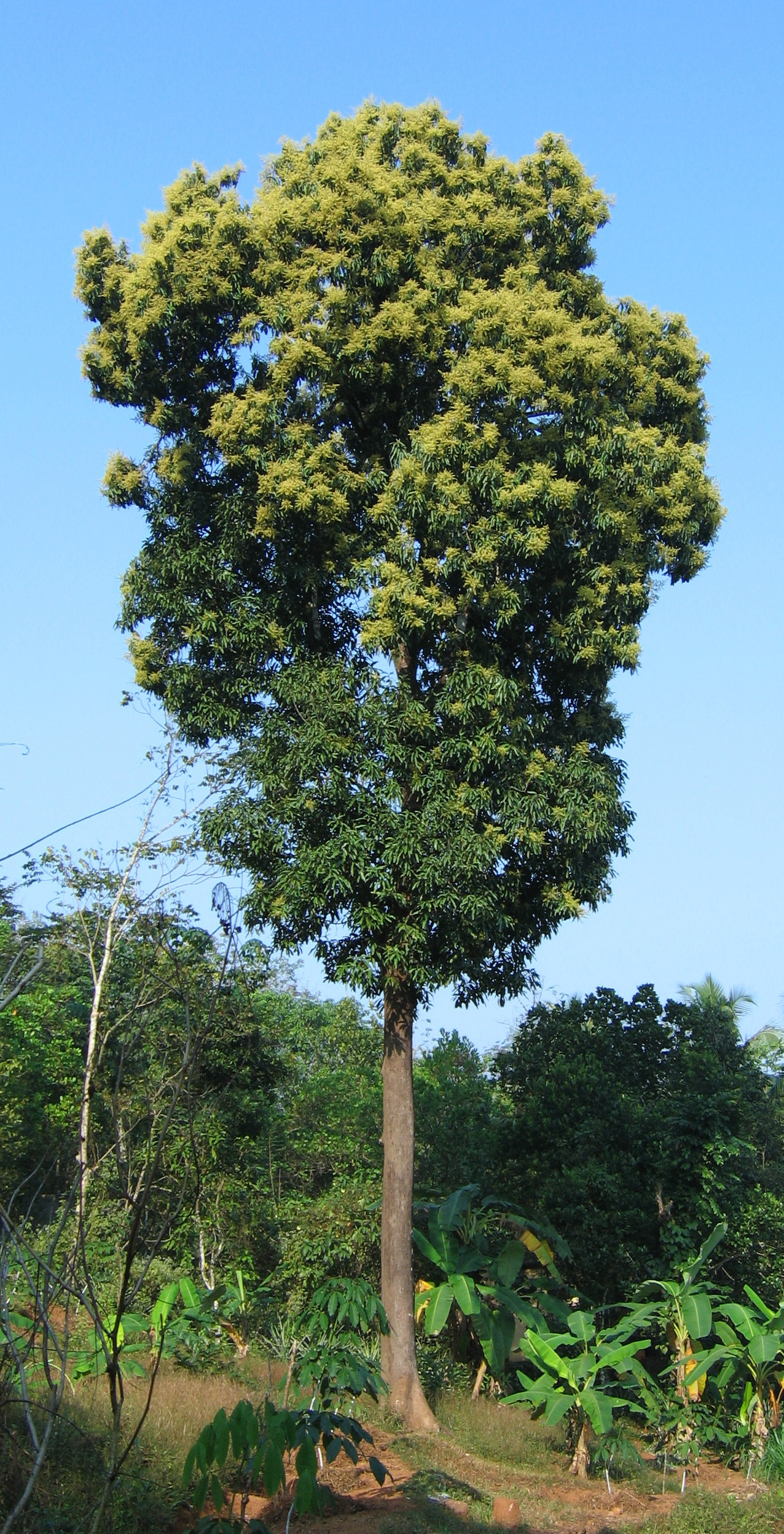
Цвітіння мангового дерева в штаті Керала, Індія

## Цінність та складники
- Енергетична цінність: 70 кдж / 20 ккал
- Білки: 0,51 г
- Жири: 0,27 г
- Вуглеводи
  - Цукру: 14,8 г
  - Клітковина: 1,8 г
- Вітаміни і мікроелементи (у % від добової норми, що рекомендується)
  - Тіамін (В1): 0,058 міліграм (4 %)
  - Рибофлавін (В2): 0,057 міліграм (4 %)
  - Ніацин (В3): 0,584 міліграм (4 %)
  - Пантотенова кислота (В5): 0,160 міліграм (3 %)
  - Вітамін B6: 0,134 міліграм (10 %)
  - Фолієва кислота (B9): 14 мкг (4 %)
  - Вітамін C: 27,7 міліграм (46 %)
  - Кальцій: 10 міліграм (1 %)
  - Залізо: 0,13 міліграм (1 %)
  - Магній: 9 міліграм (2 %)
  - Фосфор: 11 міліграм (2 %)
  - Калій: 156 міліграм (3 %)
  - Цинк: 0,04 міліграм (0 %)